# Day (Ardennes)
Pour les articles homonymes, voir Day.
Day (prononcé Daÿ /da.ji/) est une localité de Neuville-Day et une éphémère commune française, située dans le département des Ardennes en région Grand Est.

## Histoire
Elle est érigée en commune en 1790 puis fusionnée en 1791 avec Neuville pour former Neuville-Day. C'est aujourd'hui le principal hameau de cette commune.
En 1824, délibérant sur la demande des habitants, le conseil général des Ardennes « rejette la demande de la section de Day d'être érigée en commune  » .

## Monuments
- Day compte un ancien château qui présente un remarquable donjon : le Donjon de Day.
- L'église est de facture récente, début du XXe siècle.

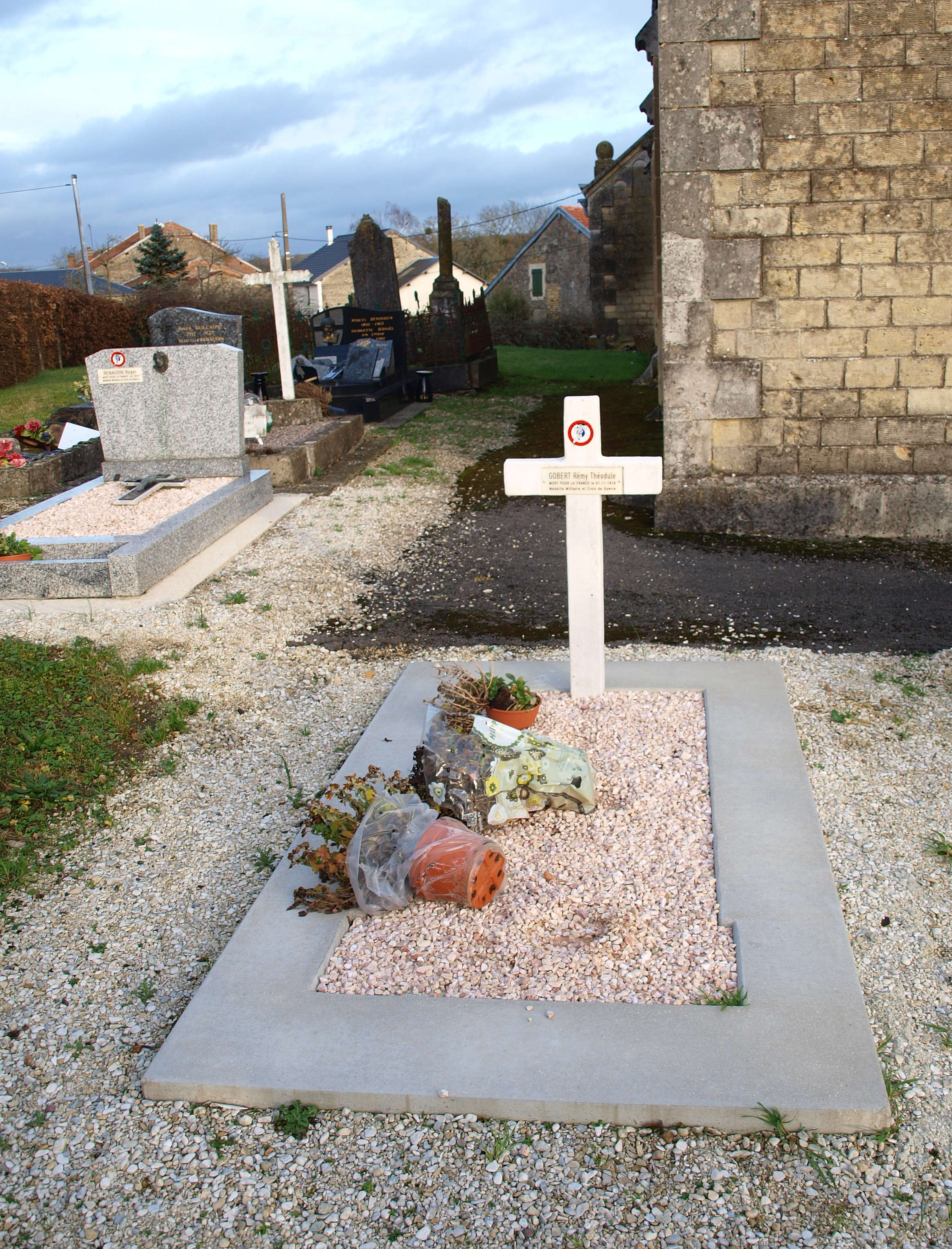
Sépulture militaire dans le cimetière civil.
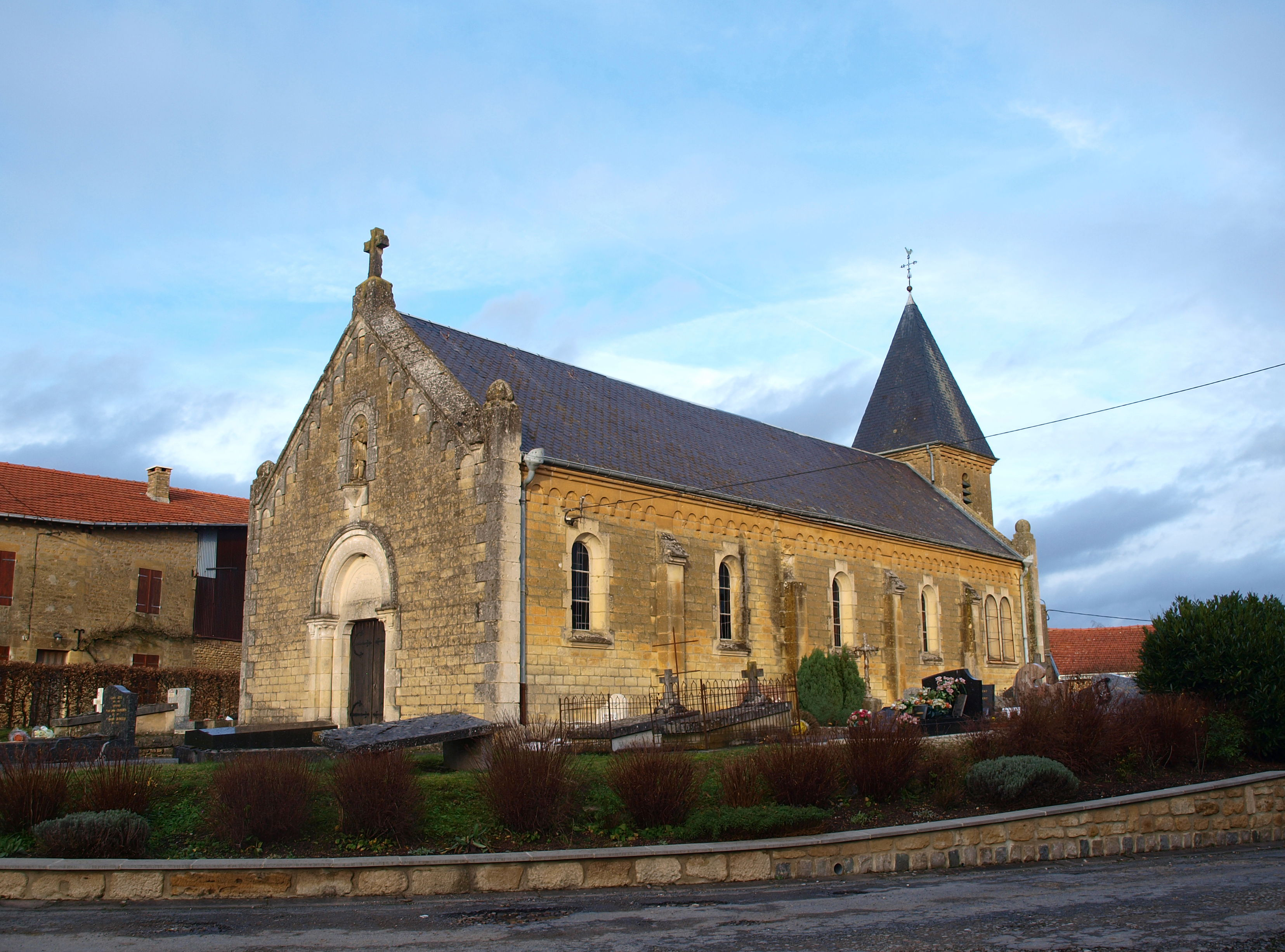
L'église Saint-Georges
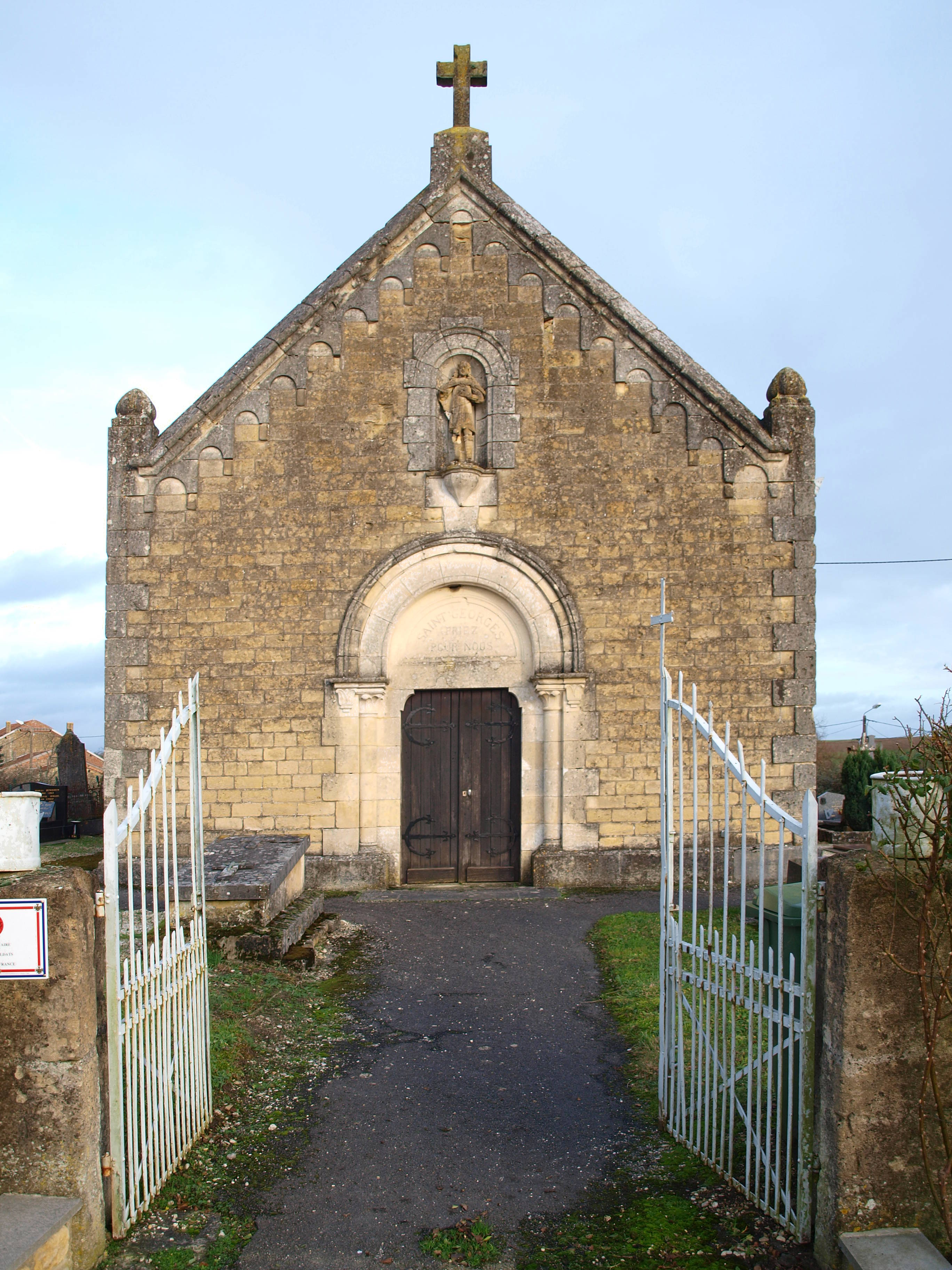
L'église Saint-Georges
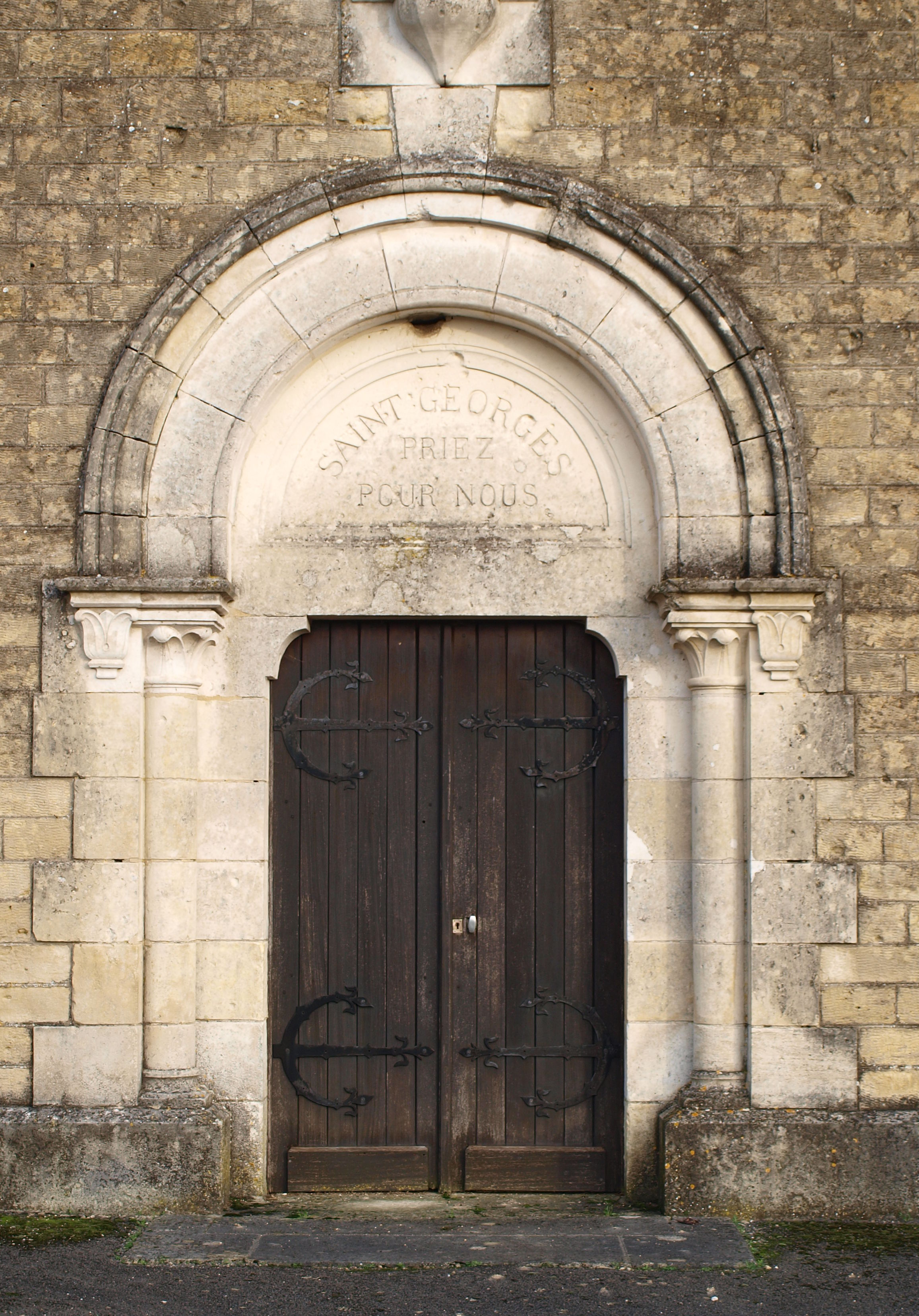
portail de l'église Saint-Georges
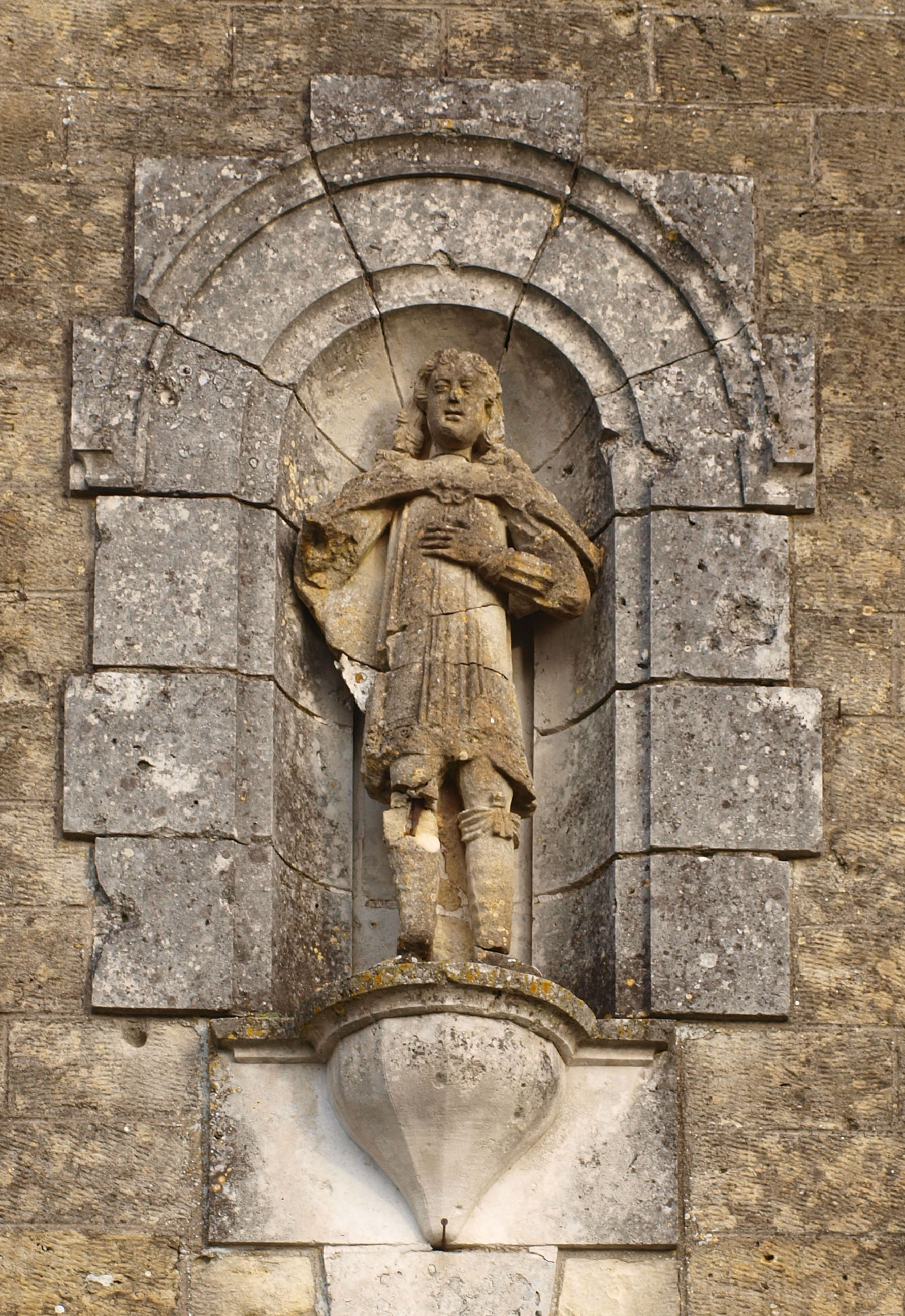
Statue de Saint-Georges, dans une niche au-dessus du portail de l'église.